# Bortigiadas
Bortigiadas (sardisk: Bultigghjàta) er en by og en kommune (comune) i provinsen Sassari i regionen Sardinien i Italien. Byen ligger i 476 meters højde og har 765 indbyggere (2016). Kommunen har et areal på 75,90 km² og grænser til kommunerne Aggius, Perfugas, Santa Maria Coghinas, Tempio Pausania og Viddalba.